# Denis-Pierre Gustin
Pour les articles homonymes, voir Gustin.
Denis-Pierre Gustin est un flûtiste belge né à Schaerbeek le 25 janvier 1971.

## Biographie
Il commence ses études musicales au Conservatoire Royal de Musique de Bruxelles où il obtient les Premiers Prix et Diplômes Supérieurs de flûte traversière et de musique de chambre. Il est ensuite parti se perfectionner au Conservatoire National Supérieur de Musique de Paris dans les classes d'Alain Marion, de Raymond Guiot et de Maurice Bourgue. Il y a reçu un Premier Prix de flûte à l'unanimité et deux Premiers Prix de musique de chambre
Lauréat de la Fondation de la Vocation et de la Fondation Menuhin, il a également remporté les Premiers Prix du Concours National de Musique "Pro Civitate" (1988), du Concours National pour Instrumentistes (1989), du Concours "Tenuto" (1990), le Deuxième Prix du Concours International Mozart de Bruxelles (1991 - premier flûtiste nommé) et le Premier Prix du Concours Européen du Lions Club (1999). Denis-Pierre Gustin a reçu en 2000 le Prix Willem Pelemans décerné par l’Union belge des Compositeurs afin de souligner sa contribution à la diffusion du répertoire national.
Lors de master-classes, il a travaillé auprès de musiciens prestigieux tels que James Galway, Peter-Lukas Graf, Shigenori Kudo, Christian Lardé, Aurèle Nicolet, Michel Moraguès et Jean-Pierre Rampal.
Il est l’invité régulier de festivals belges et étrangers et il a en outre participé à de nombreux enregistrements de radio et de télévision (RTBF, BRTN, NHK, BBC, TVE, TVR, Radio-France,...). Ses partenaires privilégiés en musique de chambre sont la harpiste Sophie Hallynck, le pianiste Muhiddin Duruoglu. Il collabore également occasionnellement avec l’Ensemble Musiques Nouvelles, l’Orchestre de Chambre de Wallonie, le Brussels Philharmonic Orchestra et l’Orchestre Symphonique de la Monnaie.
Denis-Pierre Gustin a été de 1992 à 1998 co-soliste de l’Orchestre de Bretagne et  est actuellement flûte solo de l'Orchestre National de Belgique ainsi que professeur à l’Institut Royal Supérieur de Musique et de Pédagogie de Namur.

## Discographie
- Labyrinthes (Michel Lysight) - Cyprès 4602
- XXth Century Belgian Works for Flute and Piano - RGP 87161
- XXth Century Belgian Works for Flute and Piano (volume 2) - RGP 87167
- Le Flûtiste et son Siècle – Cyprès 4615